# James Nelson (Tennisspieler)
James Nelson (* 18. Februar 1982 in Newcastle, England) ist ein ehemaliger britischer Tennisspieler.

## Karriere
Nelson spielte bis 2000 auf der ITF Junior Tour. Sein bestes Ergebnis bei Grand-Slam-Turnieren im Einzel war das Achtelfinale bei den US Open 2000. Er schaffte es bis auf Rang 67 der Junioren. Den größten Erfolg feierte er im Doppel. 1999 konnte er das Halbfinale in Wimbledon erreichen; dasselbe Kunststück schaffte er mit Lee Childs auch ein Jahr später. Seine Karriere als Junior beendete er mit dem Titel bei den US Open an der Seite von Lee Childs. Ende des Jahres sprang er zusammen mit Childs an die Spitze der Junior-Doppelrangliste. Das gelang ihnen als erstes britisches Paar seitdem das Juniorenranking eingeführt wurde.
Bei den Profis spielte Nelson von 1999 bis 2003 Turniere und dabei vornehmlich auf der drittklassigen ITF Future Tour. Im Jahr 2000 konnte er im Einzel das einzige Future-Halbfinale erreichen, das mit einigen Viertelfinals zu seinem Karrierehoch von Rang 590 reichte. Im Doppel war er erfolgreicher und gewann 2000 seinen ersten Titel. In Wimbledon kam er dank einer Wildcard zu seinem ersten Einsatz auf Grand-Slam-Ebene, wo er mit Mark Hilton in vier Sätzen gegen Petr Pála und Pavel Vízner verlor. Auf seiner ATP-Tour-Premiere in Brighton verlor er mit Childs ebenfalls zum Auftakt. 2001 gewann Nelson drei Future-Titel, durch deren Punkte er 2002 Platz 339, sein Karrierehoch im Doppel erreichte. Das einzige Halbfinale auf der ATP Challenger Tour spielte er 2002 in Hamilton. Ende des Jahres beendete er seine Karriere.